# Зехов, Александр Иванович
Александр Иванович Зехов (1895—1963) — участник Белого движения на Юге России, подпоручик 1-го танкового дивизиона.

## Биография
Родился в 1895 году в Вильне, где его отец Иван Иванович Зехов служил помощником контролера Полесских железных дорог.
До 1914 года был студентом Санкт-Петербургского политехнического института. С началом Первой мировой войны вступил вольноопределяющимся в 12-ю Сибирскую стрелковую артиллерийскую бригаду. Произведен в прапорщики 11 ноября 1915 года главнокомандующим армиями Северного фронта «за отличия в делах против неприятеля» (производство утверждено Высочайшим приказом от 27 мая 1916 года). Произведен в подпоручики 9 июля 1916 года. В 1917 году окончил Военную школу летчиков-наблюдателей в Киеве, был летчиком-наблюдателем 36-го корпусного авиационного отряда.
В Гражданскую войну участвовал в Белом движении на Юге России. Во ВСЮР и Русской армии — в 1-м танковом дивизионе. Награждён орденом Св. Николая Чудотворца
За то, что в бою 25 мая 1920 года у приморских садов атаковал крайний правый фланг укрепленной позиции красных, наступая перед вторым корниловским полком, он несмотря на исключительно стойкое сопротивление латышей и ураганный огонь их противо-штурмовых и позиционных батарей, овладел двумя линиями окопов. По занятии второй линии, из-за отказа аппарата качающего бензин, у него остановился мотор, вследствие чего неподвижно стоящий танк стал расстреливаться в упор батареями противника. Несмотря на тяжелое положение подпоручик Зехов с полным самоотвержением, продолжая вести стрельбу из своих орудий и пулеметов, приступил к исправлению повреждений и через короткое время вновь двинул свой танк для исполнения возложенной на него задачи, чем оказал самое существенное содействие пехоте.
В эмиграции в США, жил в Сан-Франциско. Был членом многих общественных и благотворительных организаций, состоял почетным членом Зарубежного союза русских военных инвалидов. В 1920-е годы выступил в обществе «Единение России» с докладом «Танкисты Белой Армии», позднее опубликованном в «Вестнике Общества русских ветеранов Великой войны». Умер в 1963 году. Был женат. Его племянник Дмитрий Георгиевич Браунс (1915—2007) — инженер, председатель правления Музея русской культуры в Сан-Франциско, многолетний секретарь правления РОВС.